# Anastasia Fomina
Anastasia Borisovna Fomina (Russisch: Анастасия Борисовна Фомина) (Leningrad, 5 augustus 1983) is een Russisch basketbalspeelster die uitkwam voor Spartak Sint-Petersburg en Dinamo Koersk. Ze is Meester in de sport van Rusland, Internationale Klasse.

## Carrière
Fomina begon haar carrière bij Baltiejskaja Zvezda Sint-Petersburg in 1999. In 2000 stapte ze over naar Volna Sint-Petersburg. In 2003 keert ze terug naar Baltiejskaja Zvezda Sint-Petersburg. Met die club wint Fomina de finale om de EuroCup Women van Szolnoki MÁV Coop uit Hongarije met 68-64. Ook met deze club wint ze de EuroCup Women in 2012 door in de finale Kayseri Kaski SK uit Turkije in twee wedstrijden te verslaan. In 2006 gaat ze spelen bij Dinamo Koersk. In 2012 keert ze voor de derde keer terug naar Spartak Sint-Petersburg. Nadat Spartak in 2013 ophield te bestaan, stopte ze met basketbal.

## Erelijst
- Landskampioen Rusland:
  - Derde: 2004
- EuroCup Women: 2
  - Winnaar: 2004, 2012